# Кіко
Кіко, повне ім'я — Франсіско Мігель Нарваес (ісп. Francisco Miguel Narváez, нар. 26 квітня 1972, Херес-де-ла-Фронтера) — іспанський футболіст, що грав на позиції нападника.
Виступав за клуби «Атлетіко», «Кадіс» та «Екстремадура», а також національну збірну Іспанії. У складі збірної — олімпійський чемпіон та учасник чемпіонату Європи і світу.

## Клубна кар'єра
Вихованець клубу «Кадіс», перший матч в іспанській Ла лізі зіграв 14 квітня 1991 року проти «Атлетіка» (Більбао) (2:3). У першому сезоні він зіграв за «Кадіс» всього 5 матчів, але завдяки забитому ним пенальті у ворота «Сарагоси», «Кадіс» зміг залишитися у вищому дивізіоні. Всього за «Кадіс» провів три сезони, взявши участь у 71 матчі чемпіонату.
У 1993 році, після вильоту «Кадіса» у другий дивізіон, Кіко разом зі своїм одноклубником Хосе Марія Кеведо перейшов в столичне «Атлетіко». У 1990-ті роки він став одним з найвідоміших футболістів Іспанії і важливою ланкою в історичному чемпіонстві «Атлетіко» у сезоні 1995/96.
Після того, як «Атлетіко» вилетів у другий дивізіон в 2000 році, Кіко залишився в команді, де зіграв ще один сезон, але за два останні сезони не забив жодного гола.
Завершив професійну ігрову кар'єру у клубі «Екстремадура», за команду якого виступав протягом другої половини сезону 2001/02 років. Всього у вищому дивізіоні Іспанії Кіко зіграв 271 матч, забив 60 голів

## Виступи за збірну
На Олімпіаді 1992 року у Барселоні Кіко у складі олімпійської збірної Іспанії виграв золоту медаль. У фінальному матчі проти збірної Польщі (3:2) він забив два голи, в тому числі переможний гол на останній хвилині матчу.
16 грудня 1992 року дебютував в офіційних матчах у складі національної збірної Іспанії проти збірної Латвії. У складі збірної був учасником чемпіонату Європи 1996 року в Англії та чемпіонату світу 1998 року у Франції.
Протягом кар'єри у національній команді провів у формі головної команди країни 26 матчів, забивши 5 голів.

## Статистика
| Чемпіонат | Чемпіонат      | Чемпіонат        | Ліга | Ліга |
| Сезон     | Клуб           | Ліга             | Ігри | Голи |
| Іспанія   | Іспанія        | Іспанія          | Ліга | Ліга |
| --------- | -------------- | ---------------- | ---- | ---- |
| 1990/91   | «Кадіс»        | Ла Ліга          | 6    | 1    |
| 1991/92   | «Кадіс»        | Ла Ліга          | 37   | 8    |
| 1992/93   | «Кадіс»        | Ла Ліга          | 34   | 3    |
| 1993/94   | «Атлетіко»     | Ла Ліга          | 31   | 5    |
| 1994/95   | «Атлетіко»     | Ла Ліга          | 30   | 9    |
| 1995/96   | «Атлетіко»     | Ла Ліга          | 34   | 11   |
| 1996/97   | «Атлетіко»     | Ла Ліга          | 36   | 13   |
| 1997/98   | «Атлетіко»     | Ла Ліга          | 31   | 6    |
| 1998/99   | «Атлетіко»     | Ла Ліга          | 11   | 4    |
| 1999/00   | «Атлетіко»     | Ла Ліга          | 20   | 0    |
| 2000/01   | «Атлетіко»     | Сегунда Дивізіон | 32   | 0    |
| 2001/02   | «Екстремадура» | Сегунда Дивізіон | 11   | 1    |
| Всього    | Всього         | Всього           | 313  | 61   |

| Збірна Іспанії | Збірна Іспанії | Збірна Іспанії |
| Роки           | Ігри           | Голи           |
| -------------- | -------------- | -------------- |
| 1992           | 1              | 0              |
| 1993           | 4              | 0              |
| 1994           | 0              | 0              |
| 1995           | 1              | 1              |
| 1996           | 8              | 1              |
| 1997           | 4              | 1              |
| 1998           | 8              | 1              |
| Всього         | 26             | 4              |

## Титули і досягнення
- Чемпіон Іспанії (1):

«Атлетіко»: 1995–96
- Володар Кубка Іспанії з футболу (1):

«Атлетіко»: 1995—96
- Олімпійський чемпіон (1):

Іспанія: 1992